# Epilepsia em animais
As convulsões são causadas por rajadas anormais de atividade elétrica no cérebro. Elas podem iniciar e parar rapidamente durando poucos segundos ou podem durar até alguns minutos . A epilepsia pode ocorrer em animais e em seres humanos (ver artigo principal Epilepsia). Em cães, a epilepsia geralmente é genética, já em gatos e outros animais de estimação, quadros de epilepsia são mais raros, pois não há nenhum componente hereditário.

## Características
A epilepsia é uma doença crónica onde ocorrem múltiplos ataques epilépticos ao longo do tempo. Os ataques epilépticos (também conhecidos como convulsões) são o resultado de actividades eléctricas anormais no cérebro que se manfestam por movimentos corporais involuntários, localizados no caso da epilepsia focal (onde afecta apenas um local no cérebro e logo resulta no espasmo apenas de uma parte do corpo, normalmente na face), ou generalizados com movimentos involuntários da cabeça (contração do pescoço) e dos membros (normalmente a pedalar no caso de contrações tónico-clónicas)  e com perda de funções corporais e consciência. No entanto, o ataque em si não é doloroso.

## Fases da Convulsão em Cães
1. O pródromo é o fenômeno comportamental que precede o início de uma convulsão, como por exemplo, o animal esconde-se, segue o dono, ou parece inquieto ou assustado. Frequentemente, os donos conseguem reconhecer este tipo de comportamento nos seus animais, permitindo-lhes “prever” o início de uma convulsão. Os pródromos podem ser prolongados, variando de horas a dias. 
2. A aura é a sensação inicial da convulsão. Neste período, que pode demorar de minutos a horas, os animais podem exibir um comportamento alterado como por exemplo, ficar andando e se lambendo excessivamente, salivação, micção, vómito, ou mesmo eventos psíquicos não usuais, tais como ladrar excessivamente, ou aumento/diminuição da procura de atenção por parte do dono. 
3. O ictus ou período ictal, é quando realmente ocorre a convulsão, tendo como duração geralmente de alguns segundos a minutos. A fase de pós-ictus caracteriza-se pelo comportamento atípico exibido pelo animal (devido a exaustão cerebral) e que ocorre imediatamente após a convulsão, como por exemplo, inquietação, delírio, confusão, cegueira, sede, fome, micção ou defecação de forma inadequada; esta fase pode ter uma duração que varia desde alguns segundos a várias horas.

## Tratamento de convulsões
Presenciar um animal ou uma pessoa tendo uma convulsão pode ser bastante assustador, no entanto não há muito o que pode ser feito no momento do acontecimento, exceto manter a calma e não deixar o animal sozinho. Se o seu animal de estimação está tendo uma convulsão, é importante certificar-se de que ele está deitado no chão, longe de qualquer água, escadas ou outros animais. Quando um animal tem uma convulsão, não tente pegar a sua língua ou limpar a sua boca pois há uma grande chance de você ser mordido; ao contrário do mito popular, nem humanos, nem animais podem "engolir sua língua" durante um ataque assim, portanto é mais seguro ficar longe de sua boca. O tempo de duração das convulsões é crucial, se durar mais de 5 minutos, ou se ocorrer várias vezes por dia, um médico veterinário deve ser contatado. Faça anotações sobre as convulsões - o momento em que ocorrem, como, qual a frequência, e quaisquer outras informações específicas que possam ser passadas para o veterinário.

## Epilepsia canina

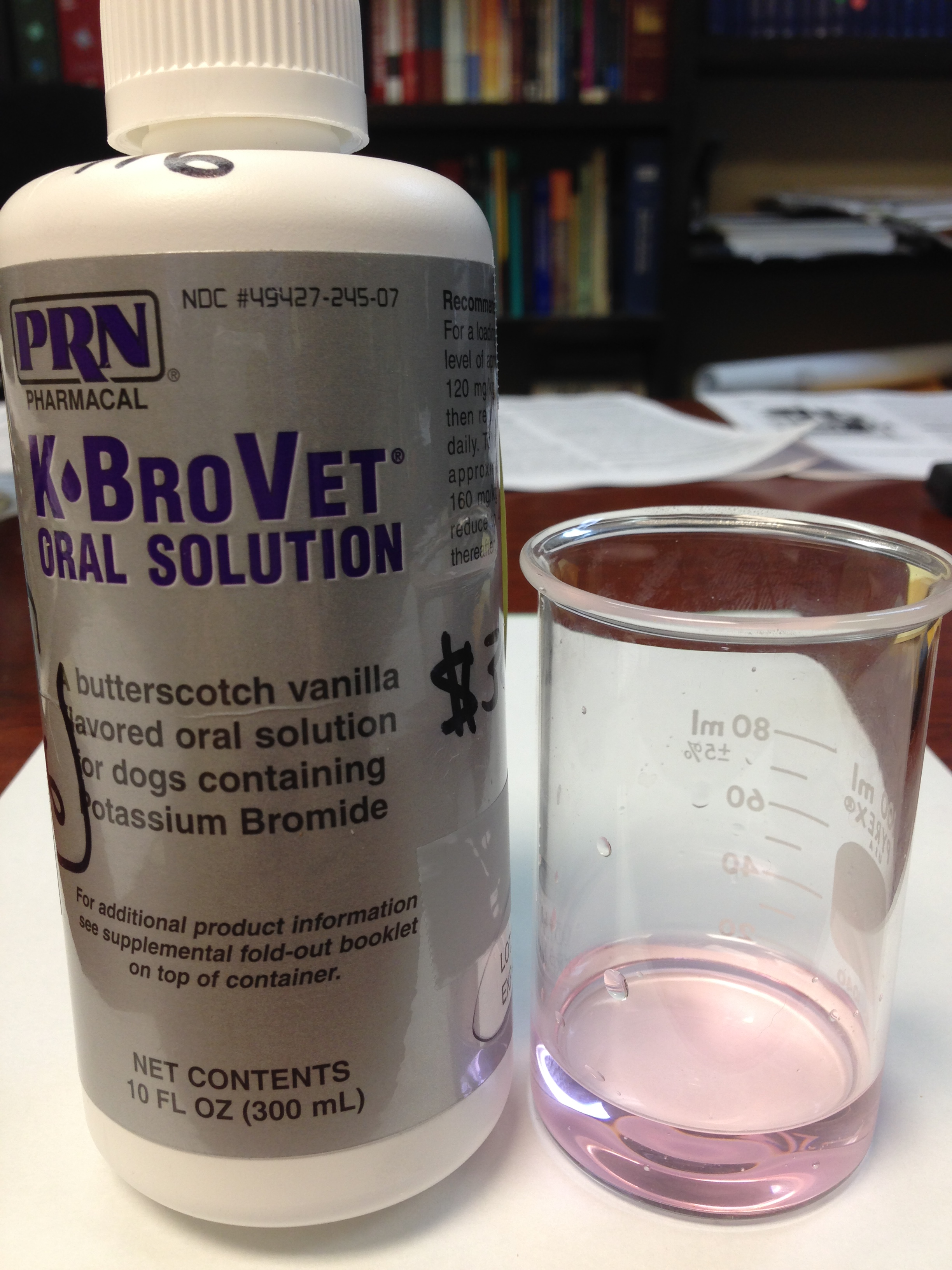
Uma garrafa de PRN Empresa Farmacêutica (Pensacola, FL) K•BroVet farmacêutica veterinária brometo de potássio em solução oral (250 mg / mL). O produto é indicado para cães, principalmente como um anti-epiléptico (anticonvulsivo).

Em cães, a epilepsia é muitas vezes uma condição hereditária. A incidência de epilepsia/convulsões em uma população de cão é, em geral, entre 0,5% e 5.7%. Em certas raças, como o Pastor Belga e variedades, a incidência pode ser muito maior.

### Diagnóstico
Existem três tipos de epilepsia em cães: reativa, secundária e primária. As crises epiléticas reativas são causados por problemas metabólicos, tais como a baixa de açúcar no sangue, insuficiência hepática ou renal. A epilepsia atribuída a tumor cerebral, acidente vascular cerebral ou outro trauma é conhecido como secundária ou epilepsia sintomática.
Não há uma causa conhecida para a epilepsia primária ou idiopática, sendo esta diagnosticada apenas por eliminar as outras possíveis causas. Cães com epilepsia idiopática apresentam sua primeira crise com idades entre um e três anos. No entanto, a idade é apenas um dos fatores a ser considerado no diagnóstico de epilepsia canina, já que um estudo encontrou a causa para convulsões em um terço dos cães com idades entre um e três anos, indicando epilepsia secundária ou reativa ao invés de epilepsia primária.
O trabalho inicial de um veterinário para um cão que apresenta histórico de convulsões deve incluir exame físico e neurológico, contagem sanguínea completa, perfil químico do soro, análise de urina, testes biliares e testes de função da tireoide. Estes testes verificam as convulsões e podem determinar a causa da epilepsia reativa ou secundária. Veterinários também podem solicitar que os donos de cães mantenham um "registro de convulsões" documentando a frequência, duração, gravidade e recuperação em cada ocorrência, bem como alterações alimentares ou ambientais.

### Tratamento
Muitos fármacos antiepiléticos são utilizados para o tratamento da epilepsia canina. O fenobarbital oral, em particular, e o imepitoin são considerados os fármacos antiepiléticos mais eficazes e usualmente utilizados como primeiro tratamento. Outros antiepiléticos tais como zonisamida, primidona, gabapentina, pregabalina, valproato de sódio, felbamato e topiramato podem também ser eficazes e utilizados em várias combinações. Uma parte crucial do tratamento de animais de estimação com epilepsia é a educação do proprietário para garantir a conformidade e gestão bem sucedida.

## Epilepsia felina
Convulsões em pacientes felinos são causadas por vários motivos. Tal como acontece com os cães, felinos podem ter convulsões reativas, primárias (idiopáticas) ou secundárias. Convulsões idiopáticas não são tão comuns em gatos como em cães, porém um estudo recente mostrou que de 91 convulsões em felinos, 25% eram suspeitos de ter epilepsia idiopática. No mesmo grupo de 91 gatos, 50% eram secundárias e 20% reativas.

### Classificações
Epilepsia idiopática não possui classificação devido ao fato de não haver causas conhecidas dessas crises, no entanto existem classificações para a epilepsia reativa e para a epilepsia secundária sintomática.

#### Sintomática

##### Neoplasia
Meningiomas, linfomas e tumores cerebrais de células gliais são os cancros mais comuns em gatos e são todas as causas comuns de convulsões.

##### Doença vascular
Doença vascular refere-se a qualquer condição que afeta o fluxo de sangue para o cérebro e pode potencialmente resultar em convulsões. Doenças vasculares comuns em felinos incluem encefalopatia isquêmica felina, policitemia e hipertensão.

##### Inflamação/ infecção
Qualquer doença inflamatória ou infecciosa que chegue ao cérebro pode resultar em induzir convulsões. As doenças inflamatórias ou infecciosas mais comuns que causam convulsões em gatos incluem Peritonite Infecciosa Felina, Toxoplasmose e Cryptococcus.

##### Transtornos de convulsões reativas
Muitas doenças que ocorrem como resultado de distúrbios em partes do corpo que não o cérebro podem causar convulsões em felinos, especialmente em gatos mais velhos. encefalopatia hepática, encefalopatia renal, hipoglicemia e hipotireoidismo são algumas causas metabólicas comuns que podem causar convulsões em felinos.

## Organizações de apoio
- The Epi Feline Support Group
- Canine Epilepsy Guardian Angels For information and support